# Снітовський Олег Іванович
Сніто́вський Оле́г Іва́нович (12 лютого 1955, Теребовля, Тернопільської області, Україна — 6 січня 2025, Тернопіль) — український журналіст, публіцист. Головний спеціаліст Управління підготовки інформації внутрішнього життя у Тернопільській області, ДІНАУ. Член Спілки журналістів України (1983). Заслужений журналіст України. Син Івана Снітовського

## Життєпис
Закінчив Чернівецький державний університет імені Юрія Федьковича; Інститут політології та соціального управління (1987—1989), факультет журналістики.
Працював учителем у селі Кровинка Теребовлянського району Тернопільської області
Стажувався у Всесоюзному інституті підвищення кваліфікації працівників радіо і телебачення (1978, 1984).
У липні 1977 — вересні 1979 — кореспондент-організатор на Теребовлянському районному радіо. У 1979—1983 — кореспондент у Тернопільському облдержтелерадіокомітеті.
У 1983—1987 — завідувач відділу випуску та програм на Тернопільському облдержтелерадіокомітеті. 1987—1989 — редактор інститутського радіо, кореспондент на Радіо — Київ. 1989—1991 — консультант пресцентру Тернопільського ОК КПУ.
Від 1991 — власний кореспондент Укрінформу в Тернопільській області.

## Доробок
Автор серії історико-природоохоронних, публіцистичних радіопрограм «Рідний край», «Моя Вітчизна, земля моя» (1979—1989) та інших, телепрограми «Мандрівник», окремі з понад 100 випусків якої відзначені на міжнародних телефестивалях туристичних фільмів «Вітер мандрів» (2002) та «Ми — молоді» (2003; обидва — м. Київ) й інших; серії текстових і телематеріалів із країн Європи, Серед. Азії, Африки.
Співпрацює з телеканалами ICTV, НТН; вів сторінку про Україну в г. «Українське слово» (Чикаго, США); упорядник книг авторів із української діаспори в Австралії і Канаді.

## Особисте життя
Був одружений. Володів польською мовою. Захоплення: колекціонування картин.

## Нагороди
- обласна премія в галузі культури в номінації «Журналістика — імені Володимира Здоровеги» — за видання фотокниги про генія сучасності «Я — серед вас… Іван Марчук і Тернопільщина» (2015, у співавторстві)[2].
- лауреат конкурсу «Людина року-2018» (Тернопільщина)[3]